# Муасак-Бельвю
Муаса́к-Бельвю́ (фр. Moissac-Bellevue) — коммуна на юго-востоке Франции в регионе Прованс — Альпы — Лазурный берег, департамент Вар, округ Бриньоль, кантон Флейоск.
Площадь коммуны — 20,59 км², население — 263 человека (2006) с тенденцией к росту: 302 человека (2012), плотность населения — 15,0 чел/км².

## Население
Население коммуны в 2011 году составляло — 289 человек, а в 2012 году — 302 человека.
| 1962 | 1968 | 1975 | 1982 | 1990 | 1999 | 2006 | 2011 | 2012 |
| ---- | ---- | ---- | ---- | ---- | ---- | ---- | ---- | ---- |
| 68   | 69   | 106  | 117  | 148  | 151  | 263  | 289  | 302  |

Динамика населения:

## Экономика
В 2010 году из 149 человек трудоспособного возраста (от 15 до 64 лет) 93 были экономически активными, 56 — неактивными (показатель активности 62,4 %, в 1999 году — 62,8 %). Из 93 активных трудоспособных жителей работали 81 человек (38 мужчин и 43 женщины), 12 числились безработными (5 мужчин и 7 женщин). Среди 56 трудоспособных неактивных граждан 9 были учениками либо студентами, 36 — пенсионерами, а ещё 11 — были неактивны в силу других причин.
На протяжении 2010 года в коммуне числилось 137 облагаемых налогом домохозяйств, в которых проживало 294,5 человека. При этом медиана доходов составила 17 тысяч 095 евро на одного налогоплательщика.

## Фотогалерея
- Церковь и колокольня Нотр-Дам-де-ла-Рош
- Церковь Нотр-Дам-де-ла-Рок
- Башня с часами
- Средневековые улочки
- Во дворе
- Фонтан